# Adak (pel·lícula)
Adak (en turc El sacrifici) és una pel·lícula dramàtica turca del 1979 dirigida per Atıf Yılmaz, protagonitzada per Tarık Akan i Necla Nazır i produïda per Yeşilçam Films. L'argument prové d'un esdeveniment que va tenir lloc al poble de Pelitli al districte d'Üzümlü d'Erzincan entre 1962 i 1964.

## Sinopsi
Els costums religiosos del Sud-est es tracten amb escenes exemplars. Per primera vegada al cinema turc, els experts del tema van fer interpretacions científiques dels fets enmig d'una pel·lícula. La pel·lícula és un exemple de treball innovador amb actitud documental. La tradicional "oració de la pluja" i "boda de l'imam" són escenes interessants de la pel·lícula que contenen detalls rics. Tarık Akan va interpretar el personatge de Müslüm, que va ser acusat de robatori i va anar a la presó. Després que Müslüm sigui alliberat de la presó, complirà el seu vot, tallarà la gola al seu fill de 2,5 mesos i el sacrificarà a Déu.

## Repartiment
- Tariq Akan - Müslüm
- Necla Nazir - Gulbahar
- Yaman Okay - amic de Mümin
- Erol Keskin - El pare de Gülbahar
- Celile Toyon - Oficial
- Cetin Ipekkaya - Oficial
- Deniz Türkali - Psicòloga
- Tuncer Necmioğlu - Jutge
- Gökhan Mete - Treballador
- Murat Tok - Vilatà
- Hasmet Zeybek - Imam
- Dündar Aydınlı - Fiscal
- Weird Agenda - Vilatà
- Abdullah Ferah - Poble
- Levent Dönmez - Narrador

## Premis
Estava programat per competir en el cancel·lat 17è Festival Internacional de Cinema d'Antalya, pel qual va rebre Taronges d'or al millor guió i millor actor.